# Gerhard Schaller
Gerhard Schaller (ur. 5 grudnia 1929, zm. 30 stycznia 2006) – wschodnioniemiecki piłkarz, występujący na pozycji obrońcy.
W latach 1955–1956 rozegrał 5 meczów w reprezentacji Niemieckiej Republiki Demokratycznej.